# De excidio et conquestu Britanniae
De Excidio et Conquestu Britanniae (latinski za "O rušenju i osvajanju Britanije"), također De excidio Britanniae, De excidio et conquestu Britanniae liber querulus, dokument iz 6. stoljeća britskog klerika sv. Gildasa.

## Dokument
To je trodijelna propovijed u kojoj se osuđuje Gildasove suvremenika, i vjernike i sekularne, koje krivi za loše stanje stvari u poslijerimskoj Britaniji. Jedan je od najvažnijih vrela za povijest Britanije u 5. i 6. stoljeću, jer je jedino značajno vrelo za to razdoblje koje je napisala osoba koja je vremenski skoro suvremenik opisanih osoba i događaja. Prva povijesna referencija na apel Gemitus Britannorum je u ovom dokumentu. Gildas je ovim djelom bio uzor mlađim autorima. 
Beda Časni je u Historia ecclesiastica gentis Anglorum bavio se anglosaskim invazijama,  Alcuin vikinškim, posebice kad piše o pljačkanju Lindisfarnea 793. godine. Zazivanje Gildasa kao povijesni primjer služi za predložiti zamisao o moralnoj i vjerskoj reformi kao lijeku za invazije. Wulfstan Yorški posiže za Gildasom da bi postigao što želi reći u svojim propovijedima, posebice u Sermo Lupi ad Anglos.
Prvi dio sadrži ispripovijedanu britansku povijest od rimskog osvajanja Britanije do Gildasovog vremena. Uključuje referencije na Ambrozija Aurelijana i britsku pobjedu nad Sasima u bitki na gori Badonu (Mons Badonicus). Drugi dio je osuda petorice kraljeva za razne njihove grijehe, uključujući opskurne osobe i one odnosno dobro dokumentirane poput Maelgwna Gwynedda. Trećim dijelom slično napada britske klerike tog vremena.
Gildasov rad je od velike važnosti povjesničarima. Premda ga Gildas nije primarno namjeravao napisati kao povijesno, ipak je gotovo jedino preživjelo vrelo koje je napisao vremenski donekle blizak autor zbivanjima na Britaniji u 5. i 6. stoljeću. Dokument znanastvenici obično datiraju u 540.-te, a danas se smatra da je možda stariji, iz prve četvrtine šestog stoljeća ili prije toga. Cambridgeska povjesničarka Karen George u svojoj iscrpnoj studiji Gildasova teksta, nudi vremenski raspon od oko 510. do 530. godine.

## Vanjske poveznice
- De excidio et conquestu britanniae na latinskome
- Projekt Gutenberg Engleski prijevod
- Engleski prijevod De Excidio et Conquestu Britanniae u besplatnom pdf-u